# Diplazium simplicifolium
Diplazium simplicifolium là một loài dương xỉ trong họ Athyriaceae. Loài này được Kodama mô tả khoa học đầu tiên năm 1913.
Danh pháp khoa học của loài này chưa được làm sáng tỏ. 